# 佩恩韋 (阿肯色州)
佩恩韋（英語：Payneway）是位於美國阿肯色州波因塞特縣的一個非建制地區。該地的面積和人口皆未知。

## 地理
佩恩韋的座標為35°32′35″N 90°30′10″W / 35.54306°N 90.50278°W，而該地的平均海拔高度為65米（即213英尺）。